# Grand Meadow Township (comté de Clayton, Iowa)
Grand Meadow Township est un township, du comté de Clayton en Iowa, aux États-Unis,.
Le township est fondé par des migrants norvégiens.

## Source de la traduction
- (en) Cet article est partiellement ou en totalité issu de l’article de Wikipédia en anglais intitulé « Grand Meadow Township, Clayton County, Iowa » (voir la liste des auteurs).